# Petelia aesyla
Petelia aesyla är en fjärilsart som beskrevs av Louis Beethoven Prout 1930. Petelia aesyla ingår i släktet Petelia och familjen mätare. Inga underarter finns listade i Catalogue of Life.